# 边长泰
边长泰（1931年1月—2018年2月25日），辽宁新民人，中华人民共和国政治人物，东北财经大学教授，第七、八届全国政协委员，第九届全国政协常务委员。